# Позывной «Барон»
«Позывной „Барон“» (узб. Baron 2 So`ginchi) — узбекско-российский криминальный боевик режиссёра Рустама Сагдиева. Сиквел криминального боевика 2016 года «Барон», но не является прямым продолжением предыдущего фильма. Картина снята при участии продюсерского центра Ивана Архипова «Инферно» по заказу Агентства кинематографии Узбекистана и при поддержке Шанхайской организации сотрудничества по борьбе с терроризмом, сепаратизмом и экстремизмом.Это один из первых ко-продукционных фильмов в истории современного Узбекистана, вышедший на большой экран.Картина была показана за рубежом, в том числе и в российских кинотеатрах на коммерческой основе.

## Идея и производство фильма
Фильм посвящен борьбе с международным терроризмом, в частности создатели картины вдохновлялись операцией «Мехр» («Милосердие») по спасению из Сирии узбекских женщин и детей, оказавшихся в лагерях боевиков, которую с 2019 года проводят спецслужбы Узбекистана. Подготовка к съемкам картины начались в 2019 году, однако сроки завершения были перенесены в связи с пандемией COVID-19. Съемки проходили в Узбекистане, Сирии, Турции, России и Швеции. По словам режиссёра Рустама Сагдиева, версия на русском языке подверглась существенному монтажу ради сокращения тайминга. Премьера фильма в России состоялась 4 августа 2022 года, в Узбекистане — 18 августа 2022.

## Сюжет
Сотрудник внешней разведки Узбекистана Иззат с позывным «Барон» (Фархад Махмудов) на протяжении пяти лет работает под прикрытием у наркобарона Бассама, которого подозревают в финансировании террористических групп, функционирующих на территории стран Ближнего Востока, в том числе Сирии. Задача Барона — предотвратить поставку оружия бандформирований, выжить и вернуться к семье. Барон убивает одного из своих соратников, который собирался его разоблачить, но Бассам решает пощадить Иззата и отправляет его в Москву вместе со своим сыном, где в результате взрыва автомобиля сын Бассама случайно гибнет. Но Бассам вновь решает не убивать Барона, а отправляет того в Сирию, в один из лагерей боевиков, где, ко всему прочему, ещё и готовят террористов смертников.
В тот же лагерь приезжает и казахстанец Булат (Теукел Муслим), который становится командиром одного из подразделений. Булат искренне верил в идеологию, которую проповедуют наставники террористов, однако пересматривает свой подход, когда сам оказывается в их рядах. Он решает помочь девушке Наргиз (Юлдуз Раджабова), которую обманом заманил в лагерь один из террористов Али (Сефа Зенгин) и определил в число террористок смертниц, после того, как она на него напала и откусила ему ухо. Булат женится на Наргиз, чтобы её спасти.
Параллельно этим событиями начинается активная часть совместной контртеррористической операции спецслужб Узбекистана и России. Барону поручают узнать списки исполнителей терактов, которые террористы готовят провести в странах Центральной Азии. Иззат знакомится с Булатом. Позже Булата ловит Иззата на попытке взлома компьютера, в котором содержатся данные об исполнителях. Иззат просит Булата помочь и предотвратить теракты, но тот не верит в подобные планы боевиков, а разговор подслушивает командир террористов. Иззата задерживают и избивают. Позже Булат узнает, что беременную Наргиз похитил и изнасиловал Али. Он убивает Али, находит Наргиз и решает спасти Иззата и помочь ему с поиском информации, чтобы тот увез Наргиз в Узбекистан. Булат приходит к компьютеру и узнает, что его командир действительно планировал теракты с помощью женщин и подростков. Он скачивает информацию на флешку и выкидывает её в окно мальчишке, который несет её Иззату. В это время приходит командир террористов со своими телохранителями и начинает угрожать Булату. Тот достает гранату, обвиняет командира в подготовке терактов и во лжи, вырывает чеку. Происходит взрыв.
Иззат и Наргиз с помощью агента спецслужб Эсхана (Каан Урганджиоглу) добираются до бедуинов, которые отвозят их в безопасное место.

## В ролях
| Актер                 | Роль          |
| --------------------- | ------------- |
| Фархад Махмудов       | Иззат (Барон) |
| Тауекел Муслим        | Булат         |
| Юлдуз Раджабова       | Наргиз        |
| Каан Урганджиоглу     | Эсхан         |
| Игорь Лифанов         | Генерал ФСБ   |
| Сергей Астахов        | Виктор        |
| Али Мухаммад          | Бассам        |
| Виктор Вержбицкий     | Харитон       |
| Сефа Зенгин           | Али           |
| Виктория Толстоганова | Виола         |
| Бахшулло Фатуллаев    |               |